# Petr Bříza
Petr Bříza (* 9. prosince 1964 Praha) je bývalý český hokejový brankář, bývalý manažer Sparty Praha a v letech 2010 až 2018 zastupitel hlavního města Prahy (nejprve nestraník za ODS, později nestraník za TOP 09).
Ve čtvrtek 19. května 2016 byl v Moskvě na jednání během probíhajícího mistrovství světa v ledním hokeji na úkor Petera Forsberga zvolen do Rady Mezinárodní federace ledního hokeje (IIHF). V roce 2021 pak byl zvolen do funkce místopředsedy IIHF.
V roce 2022 byl uveden do Síně slávy českého hokeje.

## Zajímavosti
Petr Bříza po vyřazení ve čtvrtfinále playoff v roce 1993 s Lukko Rauma, mohl posílit v té době český celek v průběhu playoff, pravidla to umožňovala. Vítkovický manažer František Černík odcestoval do Finska a přivedl do Ostravy brankáře Břízu. Petr Bříza absolvoval s týmem trénink a dokonce v semifinále proti Litvínovu absolvoval rozbruslení. Po pár dnech oznámil vítkovický manažer Černík že Petr Bříza nebude chytat za Vítkovice z důvodu, kdyby vítkovický celek postoupil tak by ve finále hráli proti Spartě Praha, proti kterému nechtěl nastoupit. 

## Ocenění a úspěchy
- 1990 ČSHL – Nejužitečnější hráč v playoff
- 1991 ČSHL – All-Star Tým
- 1992 SM-l – All-Star Tým
- 1992 SM-l – Trofej Urpo Ylönena
- 1992 MS – Druhý All-Star Tým
- 1993 SM-l – All-Star Tým
- 1993 MS – All-Star Tým
- 1993 MS – Nejlepší brankář
- 2000 ČHL – Nejvyšší úspěšnost zákroků v playoff
- 2000 ČHL – Nejnižší průměr inkasovaných branek
- 2000 ČHL – Nejlepší brankář
- 2000 ČHL – Nejvíce vítězných vychytaných zápasů
- 2000 ČHL – Nejnižší průměr inkasovaných branek v playoff
- 2000 ČHL – Nejužitečnější hráč v playoff
- 2000 EHL – All-Star Tým
- 2002 ČHL – Nejnižší průměr inkasovaných branek
- 2002 ČHL – Nejvyšší úspěšnost zákroků
- 2002 ČHL – Nejvíce vítězných vychytaných zápasů
- 2002 ČHL – Nejnižší průměr inkasovaných branek v playoff
- 2002 ČHL – Hokejista sezony
- 2003 ČHL – Nejvyšší úspěšnost zákroků v playoff
- 2003 ČHL – Nejnižší průměr inkasovaných branek v playoff
- 2006 ČHL – Nejlepší brankář
- 2006 ČHL – Nejvyšší úspěšnost zákroků v playoff
- 2006 ČHL – Nejnižší průměr inkasovaných branek v playoff
- 2006 ČHL – Hokejista sezony
- 2006 ČHL – Nejužitečnější hráč v playoff
- 2022 Uveden do Síně slávy českého hokeje.

## Hráčská kariéra
- 1981–1982 TJ Slavia Praha (1. ČNHL)
- 1982–1983 TJ Slavia Praha (1. ČNHL)
- 1983–1984 Motor České Budějovice
- 1984–1985 Motor České Budějovice
- 1985–1986 HC Dukla Jihlava
- 1986–1987 HC Dukla Jihlava
- 1987–1988 TJ Motor České Budějovice
- 1988–1989 TJ Motor České Budějovice
- 1989–1990 HC Sparta Praha Mistr československé ligy
- 1990–1991 HC Sparta Praha
- 1991–1992 Lukko Rauma (Finsko)
- 1992–1993 Lukko Rauma (Finsko)
- 1993–1994 EV Landshut (Německo)
- 1994–1995 EV Landshut (Německo)
- 1995–1996 EV Landshut (Německo)
- 1996–1997 EV Landshut (Německo)
- 1997–1998 EV Landshut (Německo)
- 1998–1999 EV Landshut (Německo)
- 1999–2000 HC Sparta Praha Mistr české extraligy
- 2000–2001 HC Sparta Praha
- 2001–2002 HC Sparta Praha Mistr české extraligy
- 2002–2003 HC Sparta Praha
- 2003–2004 HC Sparta Praha
- 2004–2005 HC Sparta Praha
- 2005–2006 HC Sparta Praha Mistr české extraligy

## Reprezentace
|                                              | Rok                                                                                            | Celkem | Soupisky |
| -------------------------------------------- | ---------------------------------------------------------------------------------------------- | ------ | --- |
| Mistrovství světa v ledním hokeji            | MS 1989 · MS 1990 · MS 1991 6. místo · MS 1992 · MS 1993 · MS 1994 7. místo · MS 1995 4. místo | 7x     | Soupiska MS 1989 Soupiska MS 1990 Soupiska MS 1991 Soupiska MS 1992 Soupiska MS 1993 Soupiska MS 1994 Soupiska MS 1995 |
| Lední hokej na olympijských hrách            | ZOH 1988 6. místo · ZOH 1992 · ZOH 1994 5. místo                                               | 3x     | Soupiska ZOH 1988 Soupiska ZOH 1992 Soupiska ZOH 1994                                                                  |
| Kanadský pohár Světový pohár v ledním hokeji | KP 1987 SP 1996 SP 2004                                                                        | 3x     | Soupiska KP 1987 Soupiska SP 1996 Soupiska SP 2004                                                                     |

## Politická angažovanost
V komunálních volbách v roce 2010 byl jako nestraník za ODS zvolen zastupitelem Hlavního města Prahy. Mandát zastupitele hlavního města obhájil v komunálních volbách v roce 2014 už jako nestraník za TOP 09 (figuroval na 5. místě kandidátky).
V komunálních volbách v roce 2018 již do Zastupitelstva hlavního města Prahy nekandidoval.